# Karl Dykhuis
Karl Sebastien Dykhuis, född 8 juli 1972, är en kanadensisk före detta professionell ishockeyspelare som tillbringade 13 säsonger i den nordamerikanska ishockeyligan National Hockey League (NHL), där han spelade för Chicago Blackhawks, Philadelphia Flyers, Tampa Bay Lightning och Montreal Canadiens. Han producerade 133 poäng (42 mål och 91 assists) samt drog på sig 495 utvisningsminuter på 644 grundspelsmatcher. 
Han spelade också för Hershey Bears och Hamilton Bulldogs i American Hockey League (AHL); Indianapolis Ice i International Hockey League (IHL); Adler Mannheim i Deutsche Eishockey Liga (DEL); Amsterdam Bulldogs i Eredivisie samt Olympiques de Hull, Collège-Français de Longueuil och Collège-Français de Verdun i Ligue de hockey junior majeur du Québec (LHJMQ).
Dykhuis draftades i första rundan i 1990 års draft av Chicago Blackhawks som 16:e spelaren totalt.

## Statistik
| 1987–1988         | Cascades de Lac-St-Jean       | AJHL              | 51  | 13 | 31 | 44  | 58  | —  | — | —  | —  | —  |
| 1988–1989         | Olympiques de Hull            | LHJMQ             | 63  | 2  | 29 | 59  | 9   | 1  | 9 | 10 | 6  |    |
| 1989–1990         | Olympiques de Hull            | LHJMQ             | 69  | 10 | 45 | 55  | 119 | 11 | 2 | 5  | 7  | 2  |
| 1990–1991         | Collège-Français de Longueuil | LHJMQ             | 3   | 1  | 4  | 5   | 6   | 8  | 2 | 5  | 7  | 6  |
| 1991–1992         | Chicago Blackhawks            | NHL               | 6   | 1  | 3  | 4   | 4   | —  | — | —  | —  | —  |
|                   | Collège-Français de Verdun    | LHJMQ             | 29  | 5  | 19 | 24  | 59  | 17 | 0 | 12 | 12 | 14 |
| 1992–1993         | Chicago Blackhawks            | NHL               | 12  | 0  | 5  | 5   | 0   | —  | — | —  | —  | —  |
|                   | Indianapolis Ice              | IHL               | 59  | 5  | 18 | 23  | 76  | 5  | 1 | 1  | 2  | 8  |
| 1993–1994         | Indianapolis Ice              | IHL               | 73  | 7  | 25 | 32  | 132 | —  | — | —  | —  | —  |
| 1994–1995         | Philadelphia Flyers           | NHL               | 33  | 2  | 6  | 8   | 37  | 15 | 4 | 4  | 8  | 14 |
|                   | Indianapolis Ice              | IHL               | 52  | 2  | 21 | 23  | 63  | —  | — | —  | —  | —  |
|                   | Hershey Bears                 | AHL               | 1   | 0  | 0  | 0   | 0   | —  | — | —  | —  | —  |
| 1995–1996         | Philadelphia Flyers           | NHL               | 82  | 5  | 15 | 20  | 101 | 12 | 2 | 2  | 4  | 22 |
| 1996–1997         | Philadelphia Flyers           | NHL               | 62  | 4  | 15 | 19  | 35  | 18 | 0 | 3  | 3  | 2  |
| 1997–1998         | Tampa Bay Lightning           | NHL               | 78  | 5  | 9  | 14  | 110 | —  | — | —  | —  | —  |
| 1998–1999         | Tampa Bay Lightning           | NHL               | 33  | 2  | 1  | 3   | 18  | —  | — | —  | —  | —  |
|                   | Philadelphia Flyers           | NHL               | 45  | 2  | 4  | 6   | 32  | 5  | 1 | 0  | 1  | 4  |
| 1999–2000         | Philadelphia Flyers           | NHL               | 5   | 0  | 1  | 1   | 6   | —  | — | —  | —  | —  |
|                   | Montreal Canadiens            | NHL               | 67  | 7  | 12 | 19  | 40  | —  | — | —  | —  | —  |
| 2000–2001         | Montreal Canadiens            | NHL               | 67  | 8  | 9  | 17  | 44  | —  | — | —  | —  | —  |
| 2001–2002         | Montreal Canadiens            | NHL               | 80  | 5  | 7  | 12  | 32  | 12 | 1 | 1  | 2  | 8  |
| 2002–2003         | Montreal Canadiens            | NHL               | 65  | 1  | 4  | 5   | 34  | —  | — | —  | —  | —  |
| 2003–2004         | Montreal Canadiens            | NHL               | 9   | 0  | 0  | 0   | 2   | —  | — | —  | —  | —  |
|                   | Hamilton Bulldogs             | AHL               | 54  | 5  | 17 | 22  | 61  | 5  | 1 | 0  | 1  | 8  |
| 2004–2005         | Amsterdam Bulldogs            | Eredivisie        | 5   | 1  | 1  | 2   | 36  | 7  | 1 | 3  | 4  | 39 |
| 2005–2006         | Adler Mannheim                | DEL               | 52  | 4  | 11 | 15  | 44  | —  | — | —  | —  | —  |
| NHL totalt        | NHL totalt                    | NHL totalt        | 644 | 42 | 91 | 133 | 495 | 62 | 8 | 10 | 18 | 50 |
| AHL totalt        | AHL totalt                    | AHL totalt        | 55  | 5  | 17 | 22  | 61  | 5  | 1 | 0  | 1  | 8  |
| IHL totalt        | IHL totalt                    | IHL totalt        | 184 | 14 | 64 | 78  | 271 | 5  | 1 | 1  | 2  | 8  |
| DEL totalt        | DEL totalt                    | DEL totalt        | 52  | 4  | 11 | 15  | 44  | —  | — | —  | —  | —  |
| Eredivisie totalt | Eredivisie totalt             | Eredivisie totalt | 5   | 1  | 1  | 2   | 36  | 7  | 1 | 3  | 4  | 39 |
| LHJMQ totalt      | LHJMQ totalt                  | LHJMQ totalt      | 164 | 18 | 97 | 115 | 243 | 45 | 5 | 31 | 36 | 28 |